# Kathleen Newton
Kathleen "Kate" Newton (de soltera Kelly; 1854–1882) fue la musa irlandesa y amante del artista francés James Jacques Tissot.

## Primeros años

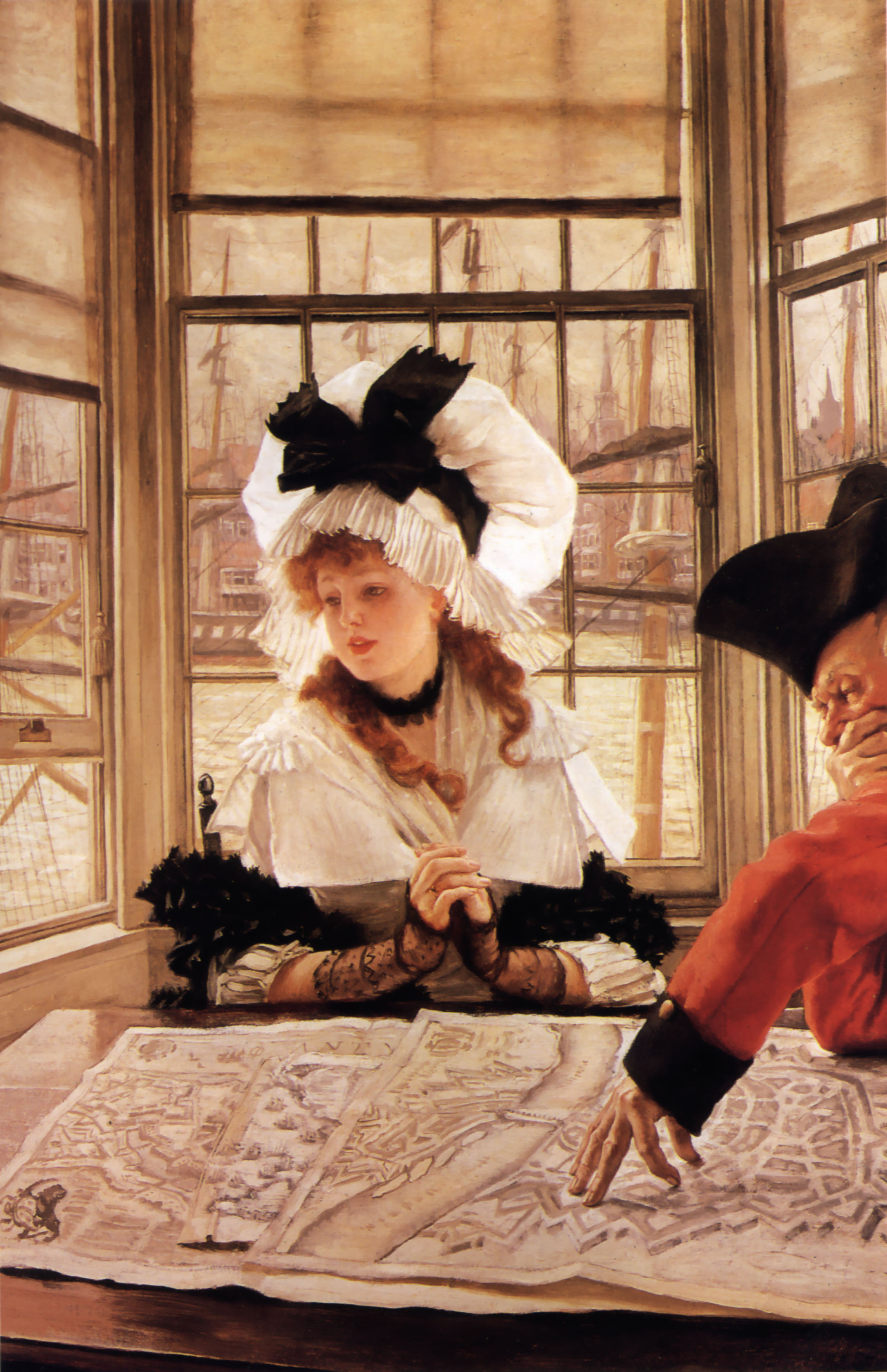
The Tedious Story, modelo, Kathleen

Kathleen Irene Ashburnham "Kate" Kelly nació en el seno de una familia católica irlandesa de médicos y se crio en Agra y Lahore en la India.
Su padre, Charles Frederick Ashburnham Kelly, un oficial del ejército irlandés, estaba empleado en la Compañía de las Indias Orientales en Lahore; su madre, Flora Boyd, también era irlandesa. Kate tuvo dos hermanos: Frederick W.D. y Mary Pauline "Polly".
Alrededor de la época del Levantamiento de Sepoy de 1858, el padre de Kate fue transferido a Agra, la ciudad famosa por el Taj Mahal, donde ascendió al rango de ayudante principal y oficial contable. Se retiró a Londres con su familia en los años 1860.[cita requerida]
Kelly arregló el matrimonio de su hija Kate de dieciséis años con Isaac Newton, un cirujano del Servicio Civil indio. En el viaje de ida para casarse, el capitán Palliser, otro pasajero del barco, se obsesionó con su belleza pero a pesar de su acoso no consiguió seducirla. Después del matrimonio en enero de 1870 y antes de que este se consumara, Kate, según se dice aconsejada por un sacerdote católico, le explicó a Isaac lo sucedido con el capitán.
Newton inició el proceso de divorcio y la devolvió a Inglaterra. El capitán pagó su pasaje, a cambio de que se convirtiera en su amante. Ella se quedó embarazada pero rechazó casarse con Palliser. Su hija, Mary Violet Muriel Newton, nació en Yorkshire el 20 de diciembre de 1871 el mismo día en que se promulgó su decreto nisi. El decreto absoluto para su divorcio fue concedido el 20 de julio de 1872. Kate y Violet se fueron a vivir con la familia de Polly, su hermana casada, en Hill Road, St John's Wood.

## Vida con Tissot

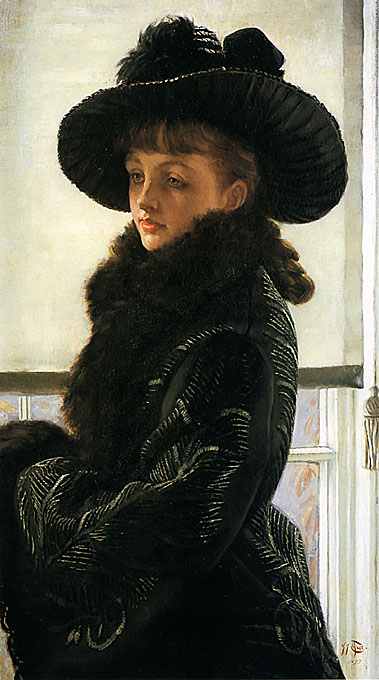
James Tissot - Mavourneen (1877)

Tras su participación en los acontecimientos de la comuna de París en 1871, el pintor francés Jacques Tissot se trasladó a Londres, cambió su nombre a James y se instaló en St John's Wood. En marzo de 1876 Kathleen tuvo su segundo hijo, Cecil George Newton Ashburnham. Se considera que Tissot era el padre del niño. Kate y sus hijos se mudaron a su casa en 17 Grove End Road (ahora renumerado 44). Ese mismo año apareció por primera vez en su cuadro Una Tormenta de Paso, y en un aguafuerte, titulado Ramsgate.
Después de 1876 las pinturas de Tissot tienden a reflejar escenas domésticas más que la vida de sociedad. Kate tenía 23 años cuando, en 1877, posó para la pintura "Mavourneen", un término cariñoso derivado del irlandés "mo mhuirnín" ("mi querido"), posiblemente una referencia a "Kathleen Mavourneen", una canción popular, o a la obra teatral (basada en la canción), la cual fue escenificada en Londres por primera vez en 1876.
Fue llamada "ravissante irlandaise" ("encantadora irlandesa"), y Tissot estaba fascinado por su conflicto interno debido a su origen católico irlandés, divorcio y estado de madre soltera de dos niños. Tissot describió su vida en común como "felicidad doméstica", pero Kate contrajo tuberculosis. Cuando su salud declinó, el arte de Tissot cambió otra vez sutilmente, reflejando temas de enfermedad o pérdida. Incapaz de soportar el dolor se suicidó con una sobredosis de láudano, muriendo en noviembre de 1882. Tissot se sentó junto a su ataúd durante cuatro días. Está enterrada en la parcela 2903A (registro número 043971) en el St  Mary's Cemetery, Kensal Green.

## En la cultura popular
- Burnett, Frances Hodgson. Kathleen Mavourneen (1878), un pintor norteamericano se enamora de una infortunada joven llamada "Kathleen Mavourneen".
- O'Reilly, Patricia. Un Tipo de Belleza, la historia de Kathleen Newton (1854–1882). Cape Press; ISBN 978-0-9563632-0-6